# Niemcy na Zimowych Igrzyskach Olimpijskich 1994
Reprezentacja Niemiec na Zimowych Igrzyskach Olimpijskich 1994 liczyła 112 zawodników - 79 mężczyzn i 33 kobiety, którzy wystąpili w jedenastu dyscyplinach sportowych. Reprezentanci tego kraju zdobyli łącznie dwadzieścia cztery medale - dziewięć złotych, siedem srebrnych i osiem brązowych. Niemcy zajęły trzecie miejsce w klasyfikacji medalowej.
Najmłodszym niemieckim zawodnikiem podczas ZIO 1994 była Tanja Szewczenko (16 lat i 213 dni), a najstarszym - Rudi Lochner (40 lat i 328 dni).

## Zdobyte medale
| Medal  | Zawodnicy                                                       | Dyscyplina            | Konkurencja                |
| ------ | --------------------------------------------------------------- | --------------------- | -------------------------- |
| Złoto  | Markus Wasmeier                                                 | Narciarstwo alpejskie | Supergigant mężczyzn       |
| Złoto  | Markus Wasmeier                                                 | Narciarstwo alpejskie | Gigant mężczyzn            |
| Złoto  | Katja Seizinger                                                 | Narciarstwo alpejskie | Zjazd kobiet               |
| Złoto  | Ricco Groß Frank Luck Mark Kirchner Sven Fischer                | Biathlon              | Sztafeta mężczyzn          |
| Złoto  | Harald Czudaj Karsten Brannasch Olaf Hampel Alexander Szelig    | Bobsleje              | Czwórki mężczyzn           |
| Złoto  | Georg Hackl                                                     | Saneczkarstwo         | Jedynki mężczyzn           |
| Złoto  | Jens Weißflog                                                   | Skoki narciarskie     | Duża skocznia              |
| Złoto  | Jens Weißflog Dieter Thoma Hansjörg Jäkle Christof Duffner      | Skoki narciarskie     | Konkurs drużynowy          |
| Złoto  | Claudia Pechstein                                               | Łyżwiarstwo szybkie   | 5000 m kobiet              |
| Srebro | Martina Ertl                                                    | Narciarstwo alpejskie | Slalom gigant kobiet       |
| Srebro | Ricco Groß                                                      | Biathlon              | Sprint mężczyzn            |
| Srebro | Frank Luck                                                      | Biathlon              | Bieg indywidualny mężczyzn |
| Srebro | Uschi Disl Antje Harvey Simone Greiner-Petter-Memm Petra Schaaf | Biathlon              | Sztafeta kobiet            |
| Srebro | Susi Erdmann                                                    | Saneczkarstwo         | Jedynki kobiety            |
| Srebro | Anke Baier                                                      | Łyżwiarstwo szybkie   | 1000 m kobiet              |
| Srebro | Gunda Niemann                                                   | Łyżwiarstwo szybkie   | 5000 m kobiet              |
| Brąz   | Sven Fischer                                                    | Biathlon              | Bieg indywidualny mężczyzn |
| Brąz   | Uschi Disl                                                      | Biathlon              | Bieg indywidualny kobiet   |
| Brąz   | Wolfgang Hoppe Ulf Hielscher René Hannemann Carsten Embach      | Bobsleje              | Czwórki mężczyzn           |
| Brąz   | Stefan Krauße Jan Behrendt                                      | Saneczkarstwo         | Dwójki mężczyzn            |
| Brąz   | Dieter Thoma                                                    | Skoki narciarskie     | Normalna skocznia          |
| Brąz   | Franziska Schenk                                                | Łyżwiarstwo szybkie   | 500 m kobiet               |
| Brąz   | Gunda Niemann                                                   | Łyżwiarstwo szybkie   | 1500 m kobiet              |
| Brąz   | Claudia Pechstein                                               | Łyżwiarstwo szybkie   | 3000 m kobiet              |

## Wyniki reprezentantów Niemiec

### Biathlon
Mężczyźni
- Sven Fischer

sprint - 7. miejsce
bieg indywidualny - 
- Ricco Groß

sprint - 
- Mark Kirchner

sprint - 12. miejsce
bieg indywidualny - 7. miejsce
- Frank Luck

sprint - 6. miejsce
bieg indywidualny - 
- Jens Steinigen

bieg indywidualny - 5. miejsce
- Ricco Groß
Frank Luck
Mark Kirchner
Sven Fischer

sztafeta - 
Kobiety
- Uschi Disl

sprint - 13. miejsce
bieg indywidualny - 
- Simone Greiner-Petter-Memm

sprint - 8. miejsce
bieg indywidualny - 36. miejsce
- Antje Harvey

sprint - 26. miejsce
bieg indywidualny - 9. miejsce
- Petra Schaaf

sprint - 5. miejsce
bieg indywidualny - 15. miejsce
- Uschi Disl
Antje Harvey
Simone Greiner-Petter-Memm
Petra Schaaf

sztafeta - 

### Biegi narciarskie
Mężczyźni
- Jochen Behle

10 km stylem klasycznym - 11. miejsce
Bieg łączony - 14. miejsce
50 km stylem klasycznym - DNF
- Johann Mühlegg

10 km stylem klasycznym - 17. miejsce
Bieg łączony - 8. miejsce
30 km stylem dowolnym - 9. miejsce
- Janko Neuber

10 km stylem klasycznym - 61. miejsce
Bieg łączony - 35. miejsce
30 km stylem dowolnym - 33. miejsce
50 km stylem klasycznym - DNF
- Torald Rein

10 km stylem klasycznym - 32. miejsce
Bieg łączony - 38. miejsce
- Peter Schlickenrieder

30 km stylem dowolnym - 35. miejsce
50 km stylem klasycznym - 56. miejsce
- Torald Rein
Jochen Behle
Peter Schlickenrieder
Johann Mühlegg

sztafeta - 4. miejsce

### Bobsleje
Mężczyźni
- Sepp Dostthaler
Bogdan Musiol

Dwójki - 12. miejsce
- Rudi Lochner
Markus Zimmermann

Dwójki - 4. miejsce
- Harald Czudaj
Karsten Brannasch
Olaf Hampel
Alexander Szelig

Czwórki - 
- Wolfgang Hoppe
Ulf Hielscher
René Hannemann
Carsten Embach

Czwórki - 

### Hokej na lodzie
Mężczyźni
- Rick Amann, Jan Benda, Thomas Brandl, Benoît Doucet, Georg Franz, Jörg Handrick, Dieter Hegen, Josef Heiß, Ulrich Hiemer, Raimund Hilger, Torsten Kienass, Wolfgang Kummer, Mirko Lüdemann, Jörg Mayr, Klaus Merk, Jason Meyer, Andreas Niederberger, Helmut de Raaf, Michael Rumrich, Alexander Serikow, Leo Stefan, Bernd Truntschka, Stefan Ustorf - 4. miejsce

### Kombinacja norweska
Mężczyźni
- Thomas Abratis

Gundersen - 22. miejsce
- Roland Braun

Gundersen - 35. miejsce
- Thomas Dufter

Gundersen - 33. miejsce
- Falk Schwaar

Gundersen - 42. miejsce
- Roland Braun
Thomas Dufter
Thomas Abratis

sztafeta - 10. miejsce

### Łyżwiarstwo figurowe
Kobiety
- Tanja Szewczenko

solistki - 6. miejsce
- Katarina Witt

solistki - 7. miejsce
Pary
- Peggy Schwarz
Alexander König

Pary sportowe - 7. miejsce
- Anuschka Gläser
Axel Rauschenbach

Pary sportowe - 13. miejsce
- Mandy Wötzel
Ingo Steuer

Pary sportowe - DNF
- Jennifer Goolsbee
Hendryk Schamberger

Pary taneczne - 9. miejsce

### Łyżwiarstwo szybkie
Mężczyźni
- Peter Adeberg

500 m - 18. miejsce
1000 m - 13. miejsce
1500 m - 6. miejsce
- Alexander Baumgärtel

5000 m - 23. miejsce
- Frank Dittrich

5000 m - 8. miejsce
10 000 m - 6. miejsce
- Lars Funke

500 m - 28. miejsce
1000 m - 28. miejsce
- Thomas Kumm

1500 m - 19. miejsce
5000 m - 29. miejsce
- Michael Spielmann

1500 m - 39. miejsce
5000 m - 27. miejsce
10 000 m - 20. miejsce
- Olaf Zinke

1500 m - 13. miejsce
Kobiety
- Ulrike Adeberg

1500 m - 14. miejsce
- Anke Baier-Loef

500 m - 15. miejsce
1000 m - 
1500 m - 11. miejsce
- Monique Garbrecht

500 m - 6. miejsce
1000 m - 5. miejsce
- Gunda Niemann

1500 m - 
3000 m - DNF
5000 m - 
- Claudia Pechstein

3000 m - 
5000 m - 
- Franziska Schenk

500 m - 
1000 m - 4. miejsce
- Angela Stahnke-Hauck

500 m - 12. miejsce
1000 m - 12. miejsce
- Heike Warnicke

1500 m - 26. miejsce
3000 m - 15. miejsce

### Narciarstwo alpejskie
Mężczyźni
- Tobias Barnerssoi

supergigant - DNF
gigant - 15. miejsce
kombinacja - 14. miejsce
- Bernhard Bauer

slalom - DNF
- Armin Bittner

slalom - DNF
- Peter Roth

slalom - DNF
- Hansjörg Tauscher

zjazd - 25. miejsce
supergigant - 21. miejsce
- Markus Wasmeier

zjazd - 36. miejsce
supergigant - 
gigant - 
kombinacja - DNF
Kobiety
- Martina Ertl

zjazd - 4. miejsce
gigant - 
slalom - 14. miejsce
kombinacja - 5. miejsce
- Hilde Gerg

supergigant - 18. miejsce
gigant - DNF
slalom - DNF
kombinacja - 8. miejsce
- Michaela Gerg-Leitner

supergigant - 31. miejsce
- Katrin Gutensohn

zjazd - 18. miejsce
supergigant - 6. miejsce
- Christina Meier-Höck

gigant - 11. miejsce
- Edda Mutter

slalom - DNF
- Katja Seizinger

zjazd - 
supergigant - DNF
gigant - DNF
kombinacja - DNF
- Miriam Vogt

zjazd - 12. miejsce
slalom - DNF
kombinacja - 9. miejsce

### Narciarstwo dowolne
Mężczyźni
- Klaus Weese

jazda po muldach - 23. miejsce
Kobiety
- Birgit Keppler-Stein

jazda po muldach - 20. miejsce
- Tatjana Mittermayer

jazda po muldach - 6. miejsce
- Sonja Reichart

skoki akrobatyczne - 22. miejsce
- Elfie Simchen

skoki akrobatyczne - 9. miejsce

### Saneczkarstwo
Mężczyźni
- Alexander Bau

jedynki - 15. miejsce
- Georg Hackl

jedynki - 
- Jens Müller

jedynki - 8. miejsce
- Stefan Krauße
Jan Behrendt

dwójki - 
- Steffen Skel
Steffen Wöller

dwójki - 14. miejsce
Kobiety
- Jana Bode

jedynki - 14. miejsce
- Susi Erdmann

jedynki - 
- Gabi Kohlisch

jedynki - 6. miejsce

### Skoki narciarskie
Mężczyźni
- Christof Duffner

Skocznia normalna - 18. miejsce
Skocznia duża - 11. miejsce
- Hansjörg Jäkle

Skocznia duża - 24. miejsce
- Gerd Siegmund

Skocznia normalna - 11. miejsce
- Dieter Thoma

Skocznia normalna - 
Skocznia duża - 15. miejsce
- Jens Weißflog

Skocznia normalna - 4. miejsce
Skocznia duża - 
- Jens Weißflog
Dieter Thoma
Hansjörg Jäkle
Christof Duffner

Drużynowo - 